# Академическая гребля на летних Олимпийских играх 2024 — двойки парные, лёгкий вес (женщины)
Соревнования женщин в гребле в двойках парных, лёгкий вес на летних Олимпийских играх 2024 года прошли с 28 июля по 2 августа 2024 года на Национальном олимпийском водном стадионе региона Иль-де-Франс в пригороде Парижа Вер-сюр-Марн.

## Формат соревнований
Класс двоек парных относится к парным классам академической гребли, когда гребец использует два весла, по одному с каждой стороны лодки, в отличие от распашной гребли, в которой каждый гребец работает одним веслом и гребет только с одной стороны. Этот вид соревнований является единственным в олимпийской программе академической гребли, в котором участвуют гребцы весом до 72,5 кг (легковесы). Олимпийские игры 2024 станут последними для легковесов – в 2028 году на Олимпийских играх в Лос-Анжелесе он будет заменен соревнованиями в прибрежной гребле 
Олимпийские соревнования легковесов проводятся в несколько раундов. Первый раунд состоит из трех заездов. Первые две лодки из каждого заезда выходят в полуфинал, остальные проходят в утешительные заезды. Утешительный заезд – это раунд, который дает гребцам второй шанс пройти в полуфинал. Три лучшие лодки из каждого утешительного заезда проходят в полуфинал, остальные переходят в финал C.
Третий раунд состоит из двух полуфиналов, в каждом из которых участвовало по 6 лодок. Три лучшие лодки из каждого заезда прошли в финал А и разыграли медали. Остальные лодки прошли в финал В.
Финалы были заключительным этапом, определяющий итоговые места. В финале А были разыграны медали, а также места с 4 до 6-го, в финале B были определены места с 7-го по 12-е.

## Расписание
Соревнования продолжались в течение шести дней. Указанное время ниже время – это время начала сессии; в течение сессии могут проводиться заезды в нескольких классах судов по академической гребли.
Время начала соревнований указано местное (UTC+2)
| Дата                     | Время | Раунд               |
| ------------------------ | ----- | ------------------- |
| Воскресенье 28 июля 2024 | 11:30 | Заезды              |
| Понедельник 29 июля 2024 | 11:00 | Утешительные заезды |
| Среда 31 июля 2024       | 9:42  | Финал C             |
| Среда 31 июля 2024       | 11:34 | Полуфиналы          |
| Пятница 2 августа 2024   | 11:18 | Финалы A и B        |

## Призёры
| Золото                                       | Серебро                                          | Бронза                             |
| Великобритания · Эмили Крэйг · Имоджен Грант | Румыния · Джанина ван Гронинген · Ионела Козмьюк | Греция · Димитра Конту · Зои Фициу |

## Результаты

### Заезды
Две лучшие лодки из каждого заезда выходят в полуфиналы, остальные проходят в утешительные заезды.

#### Заезд 1
| Место | Дорожка | Спортсмены                         | Страна         | Время   | Примечание |
| ----- | ------- | ---------------------------------- | -------------- | ------- | ---------- |
| 1     | 5       | Эмили Крэйг Имоджен Грант          | Великобритания | 7:04.20 | Q          |
| 2     | 6       | Димитра Конту Зои Фициу            | Греция         | 7:08.51 | Q          |
| 3     | 1       | Аойф Кейси Маргарет Кремен         | Ирландия       | 7:12.89 | R          |
| 4     | 3       | Луиза Альтенхубер Лара Тифентхалер | Австрия        | 7:24.14 | R          |
| 5     | 2       | Сельма Дауади Хадиджа Крими        | Тунис          | 7:31.19 | R          |
| 6     | 4       | Соня Балуццо Эвелин Сильвестро     | Аргентина      | 7:36.43 | R          |

#### Заезд 2
| Место | Дорожка | Спортсмены                           | Страна  | Время   | Примечание |
| ----- | ------- | ------------------------------------ | ------- | ------- | ---------- |
| 1     | 4       | Джанина ван Гронинген Ионела Козмьюк | Румыния | 7:03.83 | Q          |
| 2     | 5       | Мишель Сечсер Мэри Рекфорд           | США     | 7:12.65 | Q          |
| 3     | 2       | Алессия Паласиос Валерия Паласиос    | Перу    | 7:32.68 | R          |
| 4     | 3       | Махса Джавар Зейнаб Норузи           | Иран    | 7:35.97 | R          |
| 5     | 1       | Эми Хироути Аями Оиси                | Япония  | 7:39.17 | R          |

#### Заезд 3
| Место | Дорожка | Спортсмены                     | Страна         | Время   | Примечание |
| ----- | ------- | ------------------------------ | -------------- | ------- | ---------- |
| 1     | 4       | Шэннон Кокс Джеки Кидл         | Новая Зеландия | 7:02.25 | Q          |
| 2     | 3       | Лора Тарантола Клер Бове       | Франция        | 7:03.22 | Q          |
| 3     | 2       | Джилл Моффат Дженнифер Кассон  | Канада         | 7:09.45 | R          |
| 4     | 5       | Мартина Радош Катаржина Вельна | Польша         | 7:11.14 | R          |
| 5     | 1       | Цзоу Цзяци Цю Сюпин            | Китай          | 7:39.17 | R          |

### Утешительные заезды
Три лучшие лодки из каждого утешительного заезда проходят в полуфинал, остальные в финал C.

#### Утешительный заезд 1
| Место | Дорожка | Спортсмены                     | Страна    | Время   | Примечание |
| ----- | ------- | ------------------------------ | --------- | ------- | ---------- |
| 1     | 4       | Аойф Кейси Маргарет Кремен     | Ирландия  | 7:11.38 | Q          |
| 2     | 3       | Джилл Моффат Дженнифер Кассон  | Канада    | 7:16.81 | Q          |
| 3     | 1       | Соня Балуццо Эвелин Сильвестро | Аргентина | 7:29.76 | Q          |
| 4     | 2       | Махса Джавар Зейнаб Норузи     | Иран      | 7:35.56 | FC         |
| 5     | 5       | Цзоу Цзяци Цю Сюпин            | Китай     | 7:42.66 | FC         |

#### Утешительный заезд 2
| Место | Дорожка | Спортсмены                         | Страна  | Время   | Примечание |
| ----- | ------- | ---------------------------------- | ------- | ------- | ---------- |
| 1     | 2       | Мартина Радош Катаржина Вельна     | Польша  | 7:16.26 | Q          |
| 2     | 4       | Луиза Альтенхубер Лара Тифентхалер | Австрия | 7:17.77 | Q          |
| 3     | 1       | Сельма Дауади Хадиджа Крими        | Тунис   | 7:25.21 | Q          |
| 4     | 3       | Алессия Паласиос Валерия Паласиос  | Перу    | 7:28.58 | FC         |
| 5     | 5       | Эми Хироути Аями Оиси              | Япония  | 7:31.14 | FC         |

### Полуфиналы

#### Полуфинал A/B 1
| Место | Дорожка | Спортсмены                     | Страна         | Время   | Примечание |
| ----- | ------- | ------------------------------ | -------------- | ------- | ---------- |
| 1     | 3       | Эмили Крэйг Имоджен Грант      | Великобритания | 6:59.79 | FA         |
| 2     | 4       | Шэннон Кокс Джеки Кидл         | Новая Зеландия | 7:02.86 | FA         |
| 3     | 2       | Мишель Сечсер Мэри Рекфорд     | США            | 7:05.03 | FA         |
| 4     | 5       | Мартина Радош Катаржина Вельна | Польша         | 7:06.69 | FB         |
| 5     | 1       | Джилл Моффат Дженнифер Кассон  | Канада         | 7:13.36 | FB         |
| 6     | 6       | Соня Балуццо Эвелин Сильвестро | Аргентина      | 7:33.41 | FB         |

#### Полуфинал A/B 2
| Место | Дорожка | Спортсмены                           | Страна   | Время   | Примечание |
| ----- | ------- | ------------------------------------ | -------- | ------- | ---------- |
| 1     | 3       | Джанина ван Гронинген Ионела Козмьюк | Румыния  | 6:56.65 | FA         |
| 2     | 2       | Димитра Конту Зои Фициу              | Греция   | 6:57.90 | FA         |
| 3     | 5       | Аойф Кейси Маргарет Кремен           | Ирландия | 6:59.72 | FA         |
| 4     | 4       | Лора Тарантола Клер Бове             | Франция  | 7:03.22 | FB         |
| 5     | 1       | Луиза Альтенхубер Лара Тифентхалер   | Австрия  | 7:19.70 | FB         |
| 6     | 6       | Сельма Дауади Хадиджа Крими          | Тунис    | 7:26.39 | FB         |

### Финалы

#### Финал C
| Место | Дорожка | Спортсмены                        | Страна | Время   |
| ----- | ------- | --------------------------------- | ------ | ------- |
| 13    | 1       | Цзоу Цзяци Цю Сюпин               | Китай  | 7:07.55 |
| 14    | 2       | Алессия Паласиос Валерия Паласиос | Перу   | 7:12.27 |
| 15    | 4       | Эми Хироути Аями Оиси             | Япония | 7:14.00 |
| 16    | 3       | Махса Джавар Зейнаб Норузи        | Иран   | 7:14.32 |

#### Финал B
| Место | Дорожка | Спортсмены                         | Страна    | Время   |
| ----- | ------- | ---------------------------------- | --------- | ------- |
| 7     | 3       | Лора Тарантола Клер Бове           | Франция   | 7:03.24 |
| 8     | 2       | Джилл Моффат Дженнифер Кассон      | Канада    | 7:04.82 |
| 9     | 4       | Мартина Радош Катаржина Вельна     | Польша    | 7:08.47 |
| 10    | 5       | Луиза Альтенхубер Лара Тифентхалер | Австрия   | 7:10.02 |
| 11    | 1       | Сельма Дауади Хадиджа Крими        | Тунис     | 7:21.65 |
| 12    | 6       | Соня Балуццо Эвелин Сильвестро     | Аргентина | 7:25.86 |

#### Финал A
| Место | Дорожка | Спортсмены                           | Страна         | Время   |
| ----- | ------- | ------------------------------------ | -------------- | ------- |
| 1     | 3       | Эмили Крэйг Имоджен Грант            | Великобритания | 6:47.06 |
| 2     | 4       | Джанина ван Гронинген Ионела Козмьюк | Румыния        | 6:48.78 |
| 3     | 2       | Димитра Конту Зои Фициу              | Греция         | 6:49.28 |
| 4     | 5       | Шэннон Кокс Джеки Кидл               | Новая Зеландия | 6:51.65 |
| 5     | 1       | Аойф Кейси Маргарет Кремен           | Ирландия       | 6:54.57 |
| 6     | 6       | Мишель Сечсер Мэри Рекфорд           | США            | 6:55.60 |